# 2-я армия (Османская империя)
2-я армия (тур. 2. Ordu) — воинское объединение армии Османской империи. 2-я армия была сформирована в 1877 году и перестала существовать в конце 1918 года после поражения Османской империи в Первой мировой войне.

## История
В 1877 году 2-я армия дислоцировалась на территории нынешней Болгарии и имела в своём составе:
- 1-ю пехотную дивизию;
- 2-ю пехотную дивизию;
- кавалерийскую дивизию;
- полк полевой артиллерии;
- полк крепостной артиллерии.

После объявление мобилизации в связи с началом русско-турецкой войны 1877—1878 гг. 2-я армия была расформирована и из её частей были созданы Западная дунайская армия и Восточная дунайская армия.
После младотурецкой революции 1908 года в Османской империи, новое правительство начало военную реформу. Армия была модернизирована. Штаб 2-й армии был размещён в Адрианополе, её оперативной областью стала Фракия, Дарданеллы. К 1908 году 2-я армия состояла из следующих соединений и частей:
- 3-я пехотная дивизия
- 4-я пехотная дивизия
- 20-я пехотная дивизия
- 21-я пехотная дивизия
- 2-я кавалерийская дивизия
- полк крепостной артиллерии Адрианополя
- В армии также имелись 34 пулемётные команды.

При дальнейшей реорганизации османской армии, штаб 2-й армии был перемещён в Салоники. Теперь части 2-й армии находились на Балканах, в Сирии и Палестине. К началу Первой Балканской войны 2-я армия включала в себя:
- 5-й корпус (Салоники);
  - 13-ю пехотную дивизию;
  - 14-ю пехотную дивизию;
  - 15-ю пехотную дивизию;
  - 6-ю кавалерийскую бригаду;
- 6-й корпус (Монастир);
  - 16-ю пехотную дивизию;
  - 17-ю пехотную дивизию;
  - 18-ю пехотную дивизию;
  - 7-ю кавалерийскую бригаду;
- 7-й корпус (Ускюб);
  - 19-ю пехотную дивизию;
  - 20-ю пехотную дивизию;
  - 21-ю пехотную дивизию;
  - 8-ю кавалерийскую бригаду;
- 8-й корпус (Дамаск);
  - 25-ю пехотную дивизию;
  - 26-ю пехотную дивизию;
  - 27-ю пехотную дивизию;
  - 9-ю кавалерийскую бригаду;
- независимые дивизии;
  - 22-ю пехотную дивизию;
  - 23-ю пехотную дивизию;
  - 24-ю пехотную дивизию.

После начала боевых действий 2-я армия стала называться Западной армией и была эквивалентна группе армий. Переброска частей армии и Сирии на Балканы не была осуществлена из-за действий греческого флота. После поражения Турции в войне части и остатки Западной армии начали преобразовываться и восстанавливаться.

### Первая мировая война
Накануне Первой мировой войны штаб 2-й армии находился в Алеппо (Сирия). В октябре 1914 года командующим армией стал Вехип-паша. В ноябре 1914 года 2-я армия была переброшена к Константинополю. В феврале 1915 года 2-я армия начала оборону Дарданелл от войск Антанты. 2-я армия была ответственна за южное и восточное побережье. В 1915 году 2-я армия состояла из:
- 7-го корпуса;
  - 13-й пехотной дивизии;
  - 14-й пехотной дивизии;
  - 15-й пехотной дивизии;
- 8-го корпуса;
  - 16-й пехотной дивизии;
  - 24-й пехотной дивизии;
  - 26-й пехотной дивизии.

После окончания успешной Дарданелльской операции, турецкое командование приняло решение о переброске 2-й армии из зоны проливов на Кавказский фронт.  Помимо соединений, сражавшихся с англо-французскими войсками в Галлиполли, в состав армии были включены 2 свежих корпуса.
В середине 1916 года 2-я армия состояла из:
- 3-го корпуса;
  - 1-й пехотной дивизии;
  - 7-й пехотной дивизии;
  - 14-й пехотной дивизии;
  - 53-й пехотной дивизии.
- 2-го корпуса;
  - 11-й пехотной дивизии;
  - 12-й пехотной дивизии.
- 4-го корпуса;
  - 47-й пехотной дивизии;
  - 48-й пехотной дивизии.
- 5-го корпуса;
  - 9-й пехотной дивизии;
  - 10-й пехотной дивизии;
  - 13-й пехотной дивизии.
- 16-го корпуса;
  - 5-й пехотной дивизии;
  - 8-й пехотной дивизии.

Однако из-за плохого состояния железных дорог в Османской империи переброска шла медленно. В августе не закончив сосредоточение, части 2-й армии перешли в наступление. И хотя соединения под командованием Мустафы Кемаля имели некоторый успех у Битлиса и Муша, в итоге части 2-й армии понесли тяжелейшие потери.
Османская армия уже не могла восполнить таких крупных потерь. После неудачи наступления на Кавказе, части 2-й армии стали перебрасываться в Месопотамию и Палестину. После этого соединения армии уже не играли важную роль в Первой мировой войне для Турции.